# Плавання на Чемпіонаті світу з водних видів спорту 2022 — змішана естафета 4x100 метрів вільним стилем
The змішана естафета 4x100 метрів вільним стилем competition at the Чемпіонат світу з водних видів спорту 2022 відбулися 24 червня 2022 року.

## Рекорди
Перед початком змагань світовий рекорд і рекорд чемпіонатів світу були такими:
| Світовий рекорд          | США | 3:19.40 | Кванджу (Південна Корея) | 27 липня 2019 |
| Рекорд чемпіонатів світу | США | 3:19.40 | Кванджу (Південна Корея) | 27 липня 2019 |

Під час змагань встановлено такі світові рекорди.
| Дата      | Дисципліна | Країна    | Час     | Рекорд |
| --------- | ---------- | --------- | ------- | ------ |
| 24 червня | Фінал      | Австралія | 3:19.38 | WR     |

## Результати

### Попередні запливи
Попередні запливи розпочалися о 09:53 за місцевим часом.
| Місце | Заплив | Доріжка | Країна                      | Плавці | Час          | Примітки     |
| ----- | ------ | ------- | --------------------------- | --- | ------------ | ------------ |
| 1     | 2      | 0       | США                         | Раян Гелд (47.85) Дрю Кіблер (48.26) Еріка Браун (53.73) Кейт Дуглас (54.64)                                              | 3:24.48      | Q            |
| 2     | 2      | 9       | Канада                      | Руслан Ґазієв (49.16) Хав'єр Асеведо (48.34) Тейлор Рак (53.92) Меґґі Мак-Ніл (53.88)                                     | 3:25.30      | Q            |
| 3     | 3      | 0       | Австралія                   | Зак Інсерті (49.28) Вільям Янґ (48.39) Меґ Гарріс (53.97) Ліа Ніл (53.91)                                                 | 3:25.55      | Q            |
| 4     | 2      | 4       | Нідерланди                  | Стан Пейненбург (48.79) Єссе Пютс (48.54) Тесса Ґіеле (55.47) Марріт Стінберген (53.06)                                   | 3:25.86      | Q            |
| 5     | 3      | 5       | Італія                      | Leonardo Deplano (48.92) Алессандро Мірессі (48.16) Сільвія ді П'єтро (54.62) К'яра Тарантіно (54.30)                     | 3:26.00      | Q            |
| 6     | 3      | 4       | Велика Британія             | Джекоб Віттл (49.04) Метт Річардс (48.57) Фрея Андерсон (54.03) Люсі Гоуп (54.46)                                         | 3:26.10      | Q            |
| 7     | 3      | 3       | Бразилія                    | Вінісіус Ассунсан (48.95) Габріель Сантос (48.70) Стефані Балдуччіні (54.29) Джованна Діаманте (54.37)                    | 3:26.31      | Q            |
| 8     | 3      | 1       | Китай                       | Хун Цзіньцюань (49.26) Ван Чанхао (49.20) Лао Ліхуей (54.40) Ай Яньхань (54.34)                                           | 3:27.20      | Q            |
| 9     | 1      | 1       | Нова Зеландія               | Льюїс Клербурт (49.55) Картер Свіфт (48.39) Chelsey Edwards (55.39) Laura Littlejohn (54.58)                              | 3:27.91      |              |
| 10    | 2      | 5       | Швеція                      | Robin Hanson (49.31) Ісак Еліассон (48.78) Софія Остедт (55.71) Сара Юневік (55.23)                                       | 3:29.03      |              |
| 11    | 3      | 8       | Південна Корея              | Хван Сун Ву (49.18) Lee Yoo-yeon (49.64) Jeong So-eun (55.42) Hur Yeon-kyung (55.11)                                      | 3:29.35      |              |
| 12    | 1      | 2       | Ізраїль                     | Томер Франкель (49.45) Рон Полонський (48.92) Леа Полонскі (56.59) Дарія Головати (55.28)                                 | 3:30.24      |              |
| 13    | 1      | 6       | Сінгапур                    | Джонатан Тан (49.72) Ardi Mohamed Azman (50.46) Quah Jing Wen (56.21) Аманда Лім (56.74)                                  | 3:33.13      |              |
| 14    | 2      | 3       | Греція                      | Стергіос Білас (49.80) Одіссеус Меланідіс (49.30) Марія Драсіду (58.36) Анна Нтунтунакі (56.95)                           | 3:34.41      |              |
| 15    | 1      | 5       | Китайський Тайбей           | Wang Kuan-hung (50.49) Wang Hsing-hao (50.08) Hsu An (57.08) Huang Mei-chien (57.03)                                      | 3:34.68      |              |
| 16    | 3      | 9       | Гонконг                     | Іан Хо (50.12) Ніколас Лім (51.30) Камілла Чен (56.67) Chloe Cheng (57.17)                                                | 3:35.26      |              |
| 17    | 1      | 7       | Латвія                      | Гіртс Фелдбергс (51.95) Даніїлс Бобровс (53.72) Ієва Малука (55.78) Габріела Нікітіна (56.78)                             | 3:38.23      |              |
| 18    | 1      | 8       | Таїланд                     | Дуляват Каевсрійонг (51.71) Навафат Вонгчароен (51.84) Джинджутха Пхолджамджумрус (58.05) Дженджира Срісаард (1:01.73)    | 3:43.33      |              |
| 18    | 3      | 2       | Марокко                     | Самі Бутуїль (50.42) Сухайл Хамучане (52.76) Ліна Хіяра (1:00.53) Imane El Barodi (59.62)                                 | 3:43.33      |              |
| 20    | 1      | 4       | В'єтнам                     | Nguyễn Quang Thuấn (52.06) Nguyễn Hữu Kim Sơn (52.12) Võ Thị Mỹ Tiên (1:00.62) Lê Thị Thảo My (1:01.08)                   | 3:45.88      |              |
| 21    | 1      | 3       | Сейшельські Острови         | Матьє Бахманн (53.54) Терес Сукуп (1:02.27) Сімон Бахманн (53.91) Хема Елізабет (1:03.53)                                 | 3:53.25      |              |
| 22    | 2      | 8       | Монголія                    | Батбаярин Енххюслен (59.59) Батбаярин Енхтамір (52.94) Енх-Амгалангіїн Аріунтамір (1:04.74) Занданбал Гунсенноров (56.69) | 3:53.96      |              |
| 23    | 2      | 2       | Уганда                      | Аднан Кабує (56.00) Кірабо Намутебі (1:03.73) Тендо Мукалазі (53.16) Авісе Мея (1:03.15)                                  | 3:56.04      |              |
| 24    | 1      | 0       | Гуам                        | Ісраел Поппе (56.29) Міа Лі (1:03.46) Кеана Сантос (1:09.57) Бенджамін Ко (56.89)                                         | 4:06.21      |              |
| 25    | 1      | 9       | Північні Маріанські острови | Таййо Акімару (57.63) Марія Батальйонес (1:06.75) Джіні Томпсон (1:10.06) Джун Теноріо (58.51)                            | 4:12.95      |              |
| 26    | 2      | 1       | Мальдіви                    | Мохамед Аан Хуссайн (56.96) Айшат Саусан (1:10.71) Хамна Ахмед (1:13.88) Мубаль Аззам Ібрагім (56.89)                     | 4:18.44      |              |
| 27    | 3      | 7       | Танзанія                    | Денніс Мгіні (59.10) Eunike Fugo (1:15.13 Кайла Темба (1:23.02) Коллінс Салібоко                                          | Disqulified  | Disqulified  |
| 27    | 2      | 6       | Багамські Острови           | | Не стартував | Не стартував |
| 27    | 2      | 7       | Франція                     | | Не стартував | Не стартував |
| 27    | 3      | 6       | Ангола                      | | Не стартував | Не стартував |

### Фінал
Фінал відбувся о 19:49 за місцевим часом.
| Місце | Доріжка | Країна          | Плавці                                                                             | Час     | Примітки |
| ----- | ------- | --------------- | ---------------------------------------------------------------------------------- | ------- | -------- |
| 1     | 3       | Австралія       | Джек Картрайт () Кайл Чалмерс () Медісон Вілсон () Моллі О'Каллаган ()             | 3:19.38 | WR       |
| 2     | 5       | Канада          | Джошуа Льєндо () Хав'єр Асеведо () Кайла Санчес () Пенні Олексяк ()                | 3:20.61 |          |
| 3     | 4       | США             | Раян Гелд () Брукс Керрі () Торрі Гаск () Клер Курзан ()                           | 3:21.09 |          |
| 4     | 7       | Велика Британія | Том Дін () Льюїс Баррас () Анна Гопкін () Фрея Андерсон ()                         | 3:22.44 |          |
| 5     | 6       | Нідерланди      | Стан Пейненбург () Єссе Пютс () Тесса Ґіеле () Марріт Стінберген ()                | 3:24.24 |          |
| 6     | 1       | Бразилія        | Габріель Сантос () Вінісіус Ассунсан () Джованна Діаманте () Стефані Балдуччіні () | 3:24.78 |          |
| 7     | 2       | Італія          | Лоренцо Дзадзері () Алессандро Мірессі () Сільвія ді П'єтро () К'яра Тарантіно ()  | 3:25.83 |          |
| 8     | 8       | Китай           | Хун Цзіньцюань () Ван Чанхао () Лао Ліхуей () Ай Яньхань ()                        | 3:26.92 |          |